# Pahlsdorf
Pahlsdorf (niedersorbisch Palice) ist ein Ortsteil der Stadt Sonnewalde im Landkreis Elbe-Elster in Brandenburg.

## Geografie und Verkehrsanbindung
Pahlsdorf liegt nördlich der Kernstadt Sonnewalde und nordöstlich von Zeckerin, einem Ortsteil der Stadt Sonnewalde, an der Kreisstraße K 6236. Die B 96 und die Landesstraße L 56 verlaufen östlich.

## Geschichte
Am 1. Mai 2002 wurde Pahlsdorf nach Sonnewalde eingemeindet.

## Sehenswürdigkeiten
- In der Liste der Baudenkmale in Sonnewalde ist für Pahlsdorf kein Baudenkmal aufgeführt.